# معركة تشانغده
معركة تشانغده ((بالصينية المبسطة: 常德会战; بالصينية التقليدية: 常德會戰; البينيين: Chángdé Huìzhàn)) منحنى رئيسي في الحرب الصينية اليابانية الثانية نشأت في مدينة تشانغده الصينية في مقاطعة خونان والأحياء المجاورة. خلال المعركة، استخدم الجيش الإمبراطوري الياباني الأسلحة الكيميائية على نطاق واسع.
لم يكن الغرض من الهجوم الياباني هو السيطرة على المدينة، ولكن الضغط على الجيش الوطني الثوري الصيني، ولتقليل قدرتهم القتالية في المنطقة وقدرتهم على تعزيز حملة بورما.
في البداية نجح اليابانيون في عمليتهم الهجومية واستطاعوا الاستيلاء علي مدينة تشانغده وتسببوا في تخويف المدنيين. لكن تم تقسيمهم في المدينة من قبل فرقة صينية واحدة لفترة كافية للوحدات الصينية الأخري للمحاصرة بطريقه مضادة. أجبرت الخسائر الفادحة وفقدان خطوط الإمداد الجيش الياباني علي الانسحاب، مما أدى إلى عودة السيطرة الإقليمية إلى الوضع الأصلي.
بعض الصحف الغربية المعاصرة وصفت المعركة بأنها انتصار صيني. أظهرت لقطات الأفلام الأمريكية القوات الصينية المنتصرة مع السجناء اليابانيين واستولت على العلم الياباني والمعدات المعروضة بعد المعركة.

## المعركة

### الهجوم الياباني
في 2 نوفمبر 1943، قام إيزامو يوكوياما، قائد الجيش الياباني الحادي عشر، بنشر الفرق التاسعة والعشرون ووالثامنة والخمسون ووالثالثة عشر والثالثة والمئة والسادسة عشر والثامنة والستون – ما يعادل حوالي 60000 جندي- لمهاجمة مدينة تشانغده من الشمال والشرق. تم الدفاع عن منطقة تشانغده من قبل المجموعات العسكرية العاشرة ووالسادسة والعشرون والتاسعة والعشرون والثالثة والثلاثون في منطقة الحرب السادسة الصينية، بالإضافة إلى قوة دفاع عن النهر واثنين من المجموعات، ليصبح المجموع 14 فرقة.
في 14 نوفمبر، تحركت الفرقة اليابانية الثالثة عشرة، بمساعدة من المتعاونين، جنوبًا واخترقت الخطوط الدفاعية للجيوش الصينية العاشرة والتاسعة والعشرين. في 16 نوفمبر، هبطت القوات اليابانية المحمولة جواً في مقاطعة تايوان لدعم الهجوم على المدينة. في الوقت نفسه، انضمت الفرقتان اليابانيين الثالثة والرابعة عشر إلى الهجوم المشترك. كانت المدينة تحت حراسة التقسيم الصيني الوحيد - القسم السابع والخمسون من الفيلق. قاد قائد الفرقة يو تشنغوان فرقته الفردية المكونة من 8000 رجل للقتال ضد الفرقتان الغازيتين. على الرغم من أن عدد الصينيين تجاوز عددهم بأكثر من ثلاثة إلى واحد، إلا أنه تماسك ولم ينسحب. ظل القتال مستمر لمدة أحد عشر يومًا وليلة مسببا خسائر فادحة لكلا الطرفين. عندما وصلت التعزيزات الصينية أخيرًا إلى المدينة، تمكنوا من إجلاء 100 من الناجين المتبقين في الفرقة 57، والمصابين جميعهم. في 6 ديسمبر، أعلن اليابانيون سيطرتهم علي مدينة تشانغده.
تزامنا مع مقاومة الفيلق 57 الصيني لليابانيين في جميع أنحاء المدينة، وصل بقية الفيلق 74، وكذلك فيلق 18 و 73 و 79 و 100 و 10 من فرق الحرب في المنطقة التاسعة، و 99 فيلق و 58 فيلق جيانجشي، في ساحة المعركة، وتشكيل تطويق مضاد على القوات اليابانية.

### الهجوم المضاد الصيني

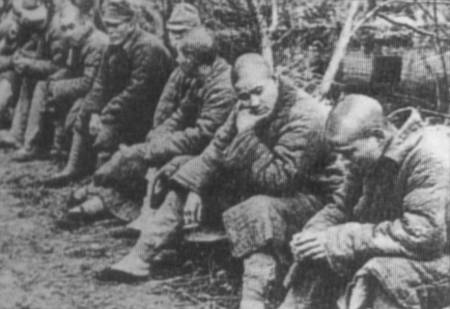
الأسرى اليابانيون بعد المعركة.

في 29 نوفمبر، قبل مهاجمة المواقع اليابانية في تشانغده من الجنوب، قام الفريق العاشر لفانج زيانجو بالضرب واستعادة ديشان بنجاح. في البداية كان غير قادر علي الصمود في وجه الهجوم الصيني الشرس مع استخدام اليابانيون استخدموا الأسلحة الكيميائية. استمرت المعركة لمدة ستة أيام وليال، تلقى خلالها قائد الفرقة العاشرة التابعة للاحتياطي الصيني القائد سون مينغجين خمس جروح من طلقات الرصاص في الجسم إلى أن قتل أثناء المعركة.
في هذا الوقت كانت الوحدات الصينية الأخرى تضغط على الفرق اليابانية. في 11 ديسمبر، اخترقت التعزيزات الصينية الخطوط اليابانية والمدينة، مما أدى إلى قتال مكثف من منزل إلى منزل. ثم شرع الصينيون في قطع خطوط الإمداد اليابانية. في 13 ديسمبر، استنفد اليابانيون ما معهم من طعام وذخيرة. تابعهم الصينيون لأكثر من 20 يومًا. بحلول 5 يناير 1944، انسحبت القوات اليابانية إلى مواقعها الأصلية قبل الهجوم.
في أعقاب المعركة، عرض الصينيون مجموعة من الأسلحة والمعدات اليابانية التي تم الاستيلاء عليها، وكذلك العديد من القوات اليابانية التي أُخذت كأسرى، لتفتيشها من قبل المراقبين العسكريين المتحالفين. خلال هذه الحملة، وبصرف النظر عن فرقة مينغجين التابعة للفرقة العاشرة التابعة للاحتياطي، قُتل اثنان من قادة الفرق الصينية وهما: الملازم الأول شو جوزهانج قائد الفرقة 150 في فيلق 44 في تايفوشان في شمال غرب تشانغده والبالغ من العمر 73 عاما، بينما قتل القائد بينج شيليانج من الفرقة الخامسة والسبعين في الفيلق الثالث والسبعين عند خط تايوان-شيمن، البالغ من العمر 38 عامًا. شهدت حملة تشغندو أكبر مشاركة للقوات الجوية الصينية منذ معركة ووهان.
شهد المراسل إسرائيل إبشتاين المعركة وقدم تقريرا عنها. كما صرح ويتولد أوربانوفيتش، مقاتل بولندي شارك في القتال الجوي على الصين في عام 1943 بأنه قد توفي ما يقارب 300,000 مدني خلال القتال.

## في الثقافة الشعبية
تم سرد أحداث المعركة في الفيلم الصيني الموت والشرف عام 2010.

## وصلات خارجية
- فهرس منتدى تاريخ المحور؛ الحرب العالمية الثانية في المحيط الهادئ وآسيا؛ معركة تشانغده- ترتيب المعركة والخريطة، صور من النصب التذكاري للحرب.
- حروب المقاومة- حرب تشانغده.
- صور للجنود اليابانيون الواقعين في الأسر.